# Lucila Nogueira
Lucila Nogueira (Rio de Janeiro, 30 de março de 1950 — Recife, 25 de dezembro de 2016) foi uma poetisa, ensaísta, contista, professora universitária, crítica literária e tradutora brasileira. Além de sua carreira literária e acadêmica, foi promotora de justiça em Pernambuco.
De origem luso-galega, leia-se Régua e Padrón, tem vinte e cinco livros de poesia publicados e vários de ensaio, além de  muitos artigos em livros, revistas impressas e online. Nascida no Rio de Janeiro e radicada no Recife, tem reunidos, em volume único, os livros Ainadamar, Ilaiana, Imilce e Amaya, a chamada "tetralogia ibérica", que constitui um diálogo intercultural realizado a partir das suas raízes galegas, lusitanas e brasileiras.
Viveu no Rio de Janeiro com intervalos de permanência entre essa cidade e o Recife. Foi também tradutora, editora e contista, além de professora de literatura brasileira, literatura portuguesa, literaturas africanas, literatura pernambucana, criação literária e teoria literária na graduação do Curso de Letras da Universidade Federal de Pernambuco; na pós-graduação  desenvolve as linhas de literatura comparada, literatura-sociedade-e memória, imaginários culturais, lecionando disciplinas como  teoria da poesia, teoria da ficção, ideologia e literatura, literatura e loucura, literaturas de expressão portuguesa do século XX e literatura hispano-americana.
Seu livro Zinganares foi publicado e lançado em Lisboa em 1998, na embaixada do Brasil. Escritora residente em Saint-Nazaire, França, em 1999, tem poemas e contos publicados na França, Espanha, Colômbia, México, Panamá, Estados Unidos, Turquia e Portugal. Foi a primeira brasileira a participar do Festival Internacional de Poesia de Medellin, em sua XVI versão (2006) considerado o maior do mundo em público e participantes. Representou igualmente o Brasil no XII Festival Internacional de Poesia de La Habana, no XV Encuentro de Mujeres Poetas en el País de las Nubes, realizado em Oaxaca, México, onde desenvolveu sua Oficina de Poesia e Conto para crianças e adolescentes das comunidades indígenas mexicanas; representou, também no México, o Brasil no IV Encuentro Iberoamericano de Poesía Carlos Pellicer Câmara, em Vila Hermosa, estado de Tabasco, onde  atuou em oficina literária de capacitação para docentes, todos os eventos em 2007. O livro Tabasco foi  escrito durante sua permanência no México. Convidada, nesse mesmo ano, a ser única representante de seu país na Venezuela, no Festival Internacional de Poesia de Caracas, não pôde comparecer, por questões de saúde, editando no Brasil o livro-recital, que forma trilogia com os de Medellin e Havana. Representou, finalmente, o Brasil no V Festival Internacional de Poesia de Granada, Nicarágua, em 2009, no II FipLima-Festival Internacional de Poesia do Peru (2013) com publicação de poemas na Revista Fórnix e I Festival de Poesia de Houston (2013) com lançamento de coletânea trilingue naquela cidade americana. Ainda nesse ano foi curadora da I Mostra de Literatura de Cordel na Universidade de Macau, evento em que ofereceu oficina de poesia e palestra com publicação e lançamento da plaquete Força e Permanência da Literatura de Cordel (2013).
Está incluída na Antologia de Poetas Brasileños editada em Madrid em 2007 pela Huerga y Fierro Editores e na Anthologie Poétique Nantes Recife, édition de la Maison de la Poésie de Nantes com a prefeitura do Recife, no mesmo ano. Seu Poema Rua do Lima está publicado na Colômbia/Panamá, antologia Las Palabras pueden: los escritores y la infancia (2007); foi publicado, na mesma altura, o conto Luz vermelha na calle Paraguai no México, número 105 revista Blanco Móvil. Seu livro Saudade de Inês de Castro foi publicado em 2008 pelas Éditions Lusophone, Paris. Poemas publicados na revista portuguesa A Idéia (vol 73/74-2014) e na revista turca (2013).
Organizou edições, congressos e eventos culturais. Manteve durante vários anos a Oficina Lucila Nogueira de Poesia e Conto, desenvolvida em módulos em várias instituições. Participou da primeira comissão artística do prêmio de Literatura da Portugal Telecom e integrou a equipe brasileira do Seminário Internacional  de Lusografias, coordenou por três anos o Seminário de Estudos Literários Contemporâneos em sua universidade e foi por dois anos Curadora Literária da Fliporto (Festa Literária Internacional de Porto de Galinhas, Pernambuco), que em 2007 prestou homenagem à literatura hispano-americana e em 2008 à literatura africana contemporânea. Membro e representante para norte e nordeste em seu país do Pen Clube do Brasil, com sede no Rio de Janeiro.
Ocupava a Cadeira 33 da Academia Pernambucana de Letras, eleita em março de 1992, e era sócia-correspondente da Academia Brasileira de Filologia, sediada no Rio de Janeiro.

## Carreira

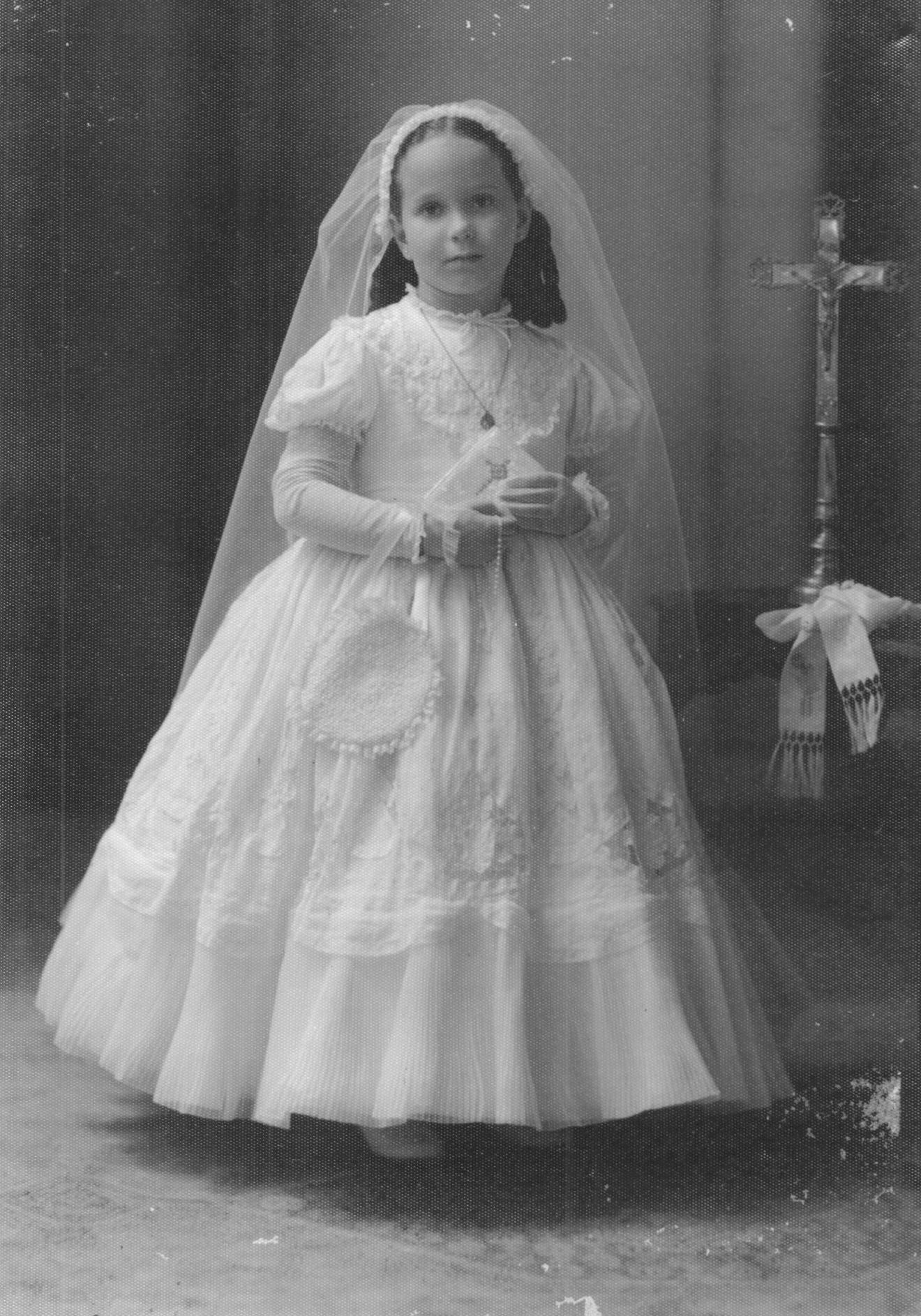
Lucila Nogueira, aos seis anos, durante sua Primeira Comunhão em 1956

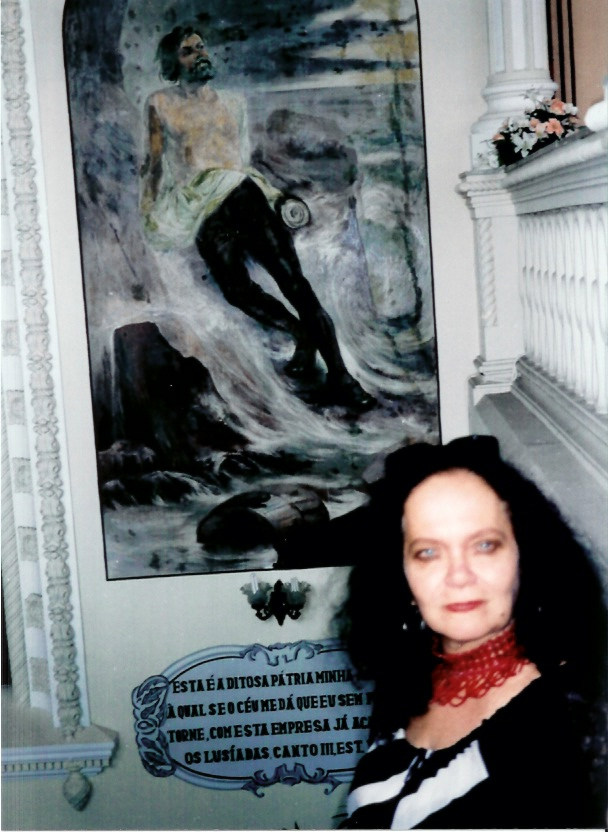
Lucila Nogueira, no GPL de Salvador

Lucila Nogueira tem vinte e cinco livros de poesia publicados. Seu livro de estreia, Almenara, obteve o prêmio de poesia Manuel Bandeira do Governo do Estado de Pernambuco, no ano de 1978 – essa premiação lhe foi novamente concedida pelo livro Quasar, em 1986, ano do centenário do poeta modernista pernambucano. Ilaiana  teve lançamento no centro de Estudos Brasileiros de Barcelona, em 1998; Zinganares, na Embaixada do Brasil em Lisboa, também  em março desse ano.
Sobre este último, editado em Portugal, foi defendida a dissertação “A moderna lírica mitológica de Lucila Nogueira”, de autoria de Adriane Ester Hoffmann, na PUC do Rio Grande do Sul, sob orientação da professora Lígia Militz (Edições Livro-rápido,2007). Imilce foi traduzido para o francês por Claire Benedetti (tradutora de Florbela Espanca, Teixeira de Pascoaes e Antero de Quental) e publicado em 2014. Lucila foi escritora-residente na Casa do Escritor Estrangeiro de Saint-Nazaire em dezembro de 1999; o livro que lá produziu nesse período, A Quarta Forma do Delírio, foi traduzindo por Claire Cayron (tradutora de Miguel Torga, Sophia de Melo Brayner, Harry Laus e Caio Fernando Abreu).
Em espanhol está traduzida pelo poeta colombiano Elkin Obregon, a poetisa argentina Marta Spagnuolo, o poeta mexicano Benjamin Valdivia, o poeta peruano Renato Sandoval Bacigalupo, o professor espanhol Juan Pablo Martin e o escritor brasileiro radicado na Venezuela Luiz Carlos Neves. Sobre sua obra poética já se pronunciaram vários críticos, escritores e professores do Brasil, Galiza, Espanha, França e  Portugal, Argentina e República Dominicana.
Como ensaísta, publicou Ideologia e Forma Literária em Carlos Drummond de Andrade (em 3ª edição no ano de 2002), A Lenda de Fernando Pessoa (1a ed.2003- 2a ed. 2015), O Cordão Encarnado, sua tese de doutorado sobre os livros “ O Cão sem Plumas” e “ Morte e Vida Severina”, de João Cabral de Melo Neto (2 volumes-2010 - defendida em 2002-Ufpe) e Pseudonímia e Literatura (ed. bilingue 2013). Escreveu sistematicamente palestras e artigos sobre literatura brasileira, portuguesa, francesa, de língua espanhola e de língua inglesa, que foram publicados em revistas impressas e online, além dos anais dos congressos de que participou.
Foi professora da Pós-Graduação em Letras e Linguística da Universidade Federal de Pernambuco, em que ensinou disciplinas como Teoria da Poesia, Poesia da Experiência e Performance, Teoria da Ficção, Ideologia e Literatura, Literaturas de Expressão Portuguesa do Século XX, Literatura Hispanoamericana, Teoria da Crítica Genética e Psicanalítica, Teoria do Pacto Autobiográfico, Surrealismo e Literatura, Poética da Tradução. Na Graduação, ensinou Literatura Portuguesa (Cadeira do seu Concurso Público, tendo sido transferida), Literatura Brasileira, Literaturas Africanas, Literatura Pernambucana, Criação Literária, Teoria da Literatura e Língua Portuguesa (Português Instrumental). Participou de várias Bancas de pós-graduação  e concursos públicos  em outros Estados, presença constante em congressos e colóquios, abordando autores desde o período medieval à atualidade.
Dirigiu o Seminário de Estudos Literários Contemporâneos em sua instituição de ensino. Foi Curadora Literária da Festa Literária Internacional de Porto de Galinhas - FLIPORTO nos anos 2007 e 2008. Chefiou o Departamento de Letras de 1998 a 1999. Foi membro da Academia Pernambucana de Letras desde 1992 e sócia – correspondente da Academia Brasileira de Filologia, sediada no Rio de Janeiro. Foi Diretora Cultural e de Intercâmbio Internacional do Gabinete Português de Leitura do Recife, onde editou por cinco anos a Revista de Lusofonia Encontro, sobre a qual promoveu lançamentos nas Universidades de Évora, Porto e Complutense de Madri, com apresentação dos professores Francisco Soares, Arnaldo Saraiva e Antonio Maura, respectivamente.
Pertencia à Associação Internacional de Lusitanistas, Associação Brasileira de Professores de Literatura Portuguesa, Associação Nacional de Pós-Graduação e Pesquisa em Letras e Lingüística, Associación Latino Americana de Estúdios Del Discurso e Associação Brasileira de Estudos Medievais(ABREM). Pertenceu ao Conselho Editorial da Associação de Imprensa de Pernambuco e à Diretoria Cultural do Sindicato de Escritores Profissionais do mesmo Estado brasileiro. Organiza eventos culturais, destacando-se o II e III Seminário Internacional de Lusografias, realizados na Universidade Federal de Pernambuco e na de Évora, respectivamente nos anos de 1999 e 2000, além da mencionada Festa Literária Internacional de Porto de Galinhas, anos 2007 e 2008.
Integrou a Comissão Artística na versão inaugural do Prêmio de Literatura Brasileira da Portugal Telecom, sendo eleita nos dois anos seguintes para o seu júri nacional; participou igualmente da comissão julgadora do Prêmio Binacional Brasil-Argentina em 2005. Traduziu para o português o poeta espanhol Pablo Del Barco, a escritora nicaraguense Gioconda Belli e os poetas colombianos Jaime Jaramillo Escobar, Victor Rojas,Juan Manuel Roca, Elkin Obregon e Luis Eduardo Rendon. Organizou  com o escritor Floriano Martins a antologia Mundo Mágico: Colômbia (2007) a primeira de uma série de antologias de poesia hispano-americana. Organizou antologias de autoria feminina contemporâneas na Espanha, América Latina e Suécia, além de uma coletânea de poesia de Moçambique.
Divulgadora em reciprocidade de autores portugueses e brasileiros contemporâneos, desenvolveu o projeto “Tradição e Modernidade em Dalila Pereira da Costa e Luiza Neto Jorge”. Foram reunidos, em volume único, os livros Ainadamar, Ilaiana, Imilce e Amaya, a chamada tetralogia ibérica, que constitui um diálogo intercultural realizado a partir das raízes galegas e lusitanas da autora brasileira nascida no Rio de Janeiro e radicada no Recife. Publicou vários verbetes na Biblos-Enciclopédia Verbo das Literaturas de Língua Portuguesa, além de artigos nas revistas Colóquio/Letras (Lisboa) Cadernos de Literatura (Coimbra) e Poesia e Crítica (Brasília).
Pertenceu ao Conselho Editorial da Revista Eletrônica “Mafuá”, da Universidade Federal de Santa Catarina e colaborou com a revista eletrônica “Agulha”, que foi editada por Floriano Martins e Cláudio Willer. Prestou Consultoria Editorial à Prefeitura do Recife de 1989 a 1992 cumprindo a programação de quarenta livros nesse período; editou escritores jovens e/ou  inéditos, quer alunos de sua Oficina Literária de Poesia e Conto (Coletânea “Ábaco”) ou alunos do Curso de Letras onde lecionava (Coletânea “lua de Iêmen, Lua de Bengala”). Em 2005 organizou o livro Saudade de Inês de Castro, com alunos e professores do Brasil e exterior, assinalando os 650 anos da mártir galega tão celebrada na literatura ocidental.
Primeira mulher a representar o Brasil no XVI Festival Internacional de Poesia de Medellín (2006), a que se seguiu sua participação no Festival Internacional de Poesia de Havana (2007) e no XV Encuentro de Mujeres Poetas en el País de las Nubes (2007), em Oaxaca, no México, onde atuou com leituras de poesia e sua Oficina Literária de Poesia e Conto, voltando a representar o Brasil nesse país, em fevereiro de 2008, no Festival Internacional de Poesia de Tabasco, Villahermosa, com oficina de poesia para capacitação de professores e também leituras de poesia, desde institutos culturais a mercados públicos. Seu longo poema Tabasco integra (fragmento) a antologia De raiz Profunda - Cantos de Iberoamérica por la Tierra (México DF, 2009). O livro Tabasco foi escrito durante sua permanência no México. Convidada, nesse mesmo ano, a ser única representante de seu país na Venezuela, no Festival Internacional de Poesia de Caracas, não pôde comparecer, por questões de saúde, editando no Brasil o livro-recital, que forma trilogia com os de Medellin e Havana. Representou, finalmente,  o Brasil no V Festival Internacional de Poesia de Granada, Nicarágua, em 2009, no II FipLima-Festival Internacional de Poesia do Peru (2013) com publicação de poemas na Revista Fórnix e I Festival de Poesia de Houston (2013) com lançamento de coletânea trilingue, naquela cidade americana. Ainda nesse ano foi curadora da I Mostra de Literatura de Cordel na Universidade de Macau, evento em que ofereceu oficina de poesia e palestra com publicação e lançamento da plaquete Força e Permanência da Literatura de Cordel (2013).
Está incluída na Antologia de Poetas Brasileños editada em Madrid em 2007 pela Huerga y Fierro Editores e na Anthologie Poétique Nantes Recife, édition de la Maison de la Poésie de Nantes com a prefeitura do Recife, no mesmo ano. Seu Poema Rua do Lima está publicado na Colômbia/Panamá, antologia Las Palabras pueden: los escritores y la infancia (2007); foi publicado, na mesma altura, o conto Luz vermelha na calle Paraguai no México, número 105 revista Blanco Móvil. Seu livro Saudade de Inês de Castro foi publicado em 2008 pelas Éditions Lusophone, Paris. Poemas publicados na revista portuguesa A Idéia (vol 73/74-2014) e na revista turca (2013). Seu poema Sentimento Súbito (Sudden Feeling) participa do volume 9 outono 2009/inverno 9 2010 da Revista Black Renaissance Noire da Universidade de Nova York, editada por Quincy Troupe, em tradução de Marina Nogueira, sua filha. Tem trinta e três contos inéditos havendo publicado até hoje apenas sete no livro Guia Para os Perplexos em Amaya (Bagaço, 2001).
Recebeu a Medalha Euclides da Cunha da Academia Brasileira de Letras em seu centenário (2009). Recebeu a comenda e medalha Luiz de Camões do Gabinete português de Leitura de Pernambuco (2014).
Ocupava a Cadeira 33 da Academia Pernambucana de Letras, eleita em março de 1992, e era sócia-correspondente da Academia Brasileira de Filologia, sediada no Rio de Janeiro. Além de sua carreira literária e acadêmica, foi promotora de justiça em Pernambuco.

## Obras
- Almenara (1979);
- Peito Aberto (1983);
- Quasar (1987):
- A Dama de Alicante (1990);
- Livro do Desencanto (1991);
- Ainadamar (1996);
- Ilaiana (1997-2000 2ª.ed.);
- Zinganares (1998 – Lisboa);
- Imilce (1999-2000 2ª.ed.);
- Amaya (2001);

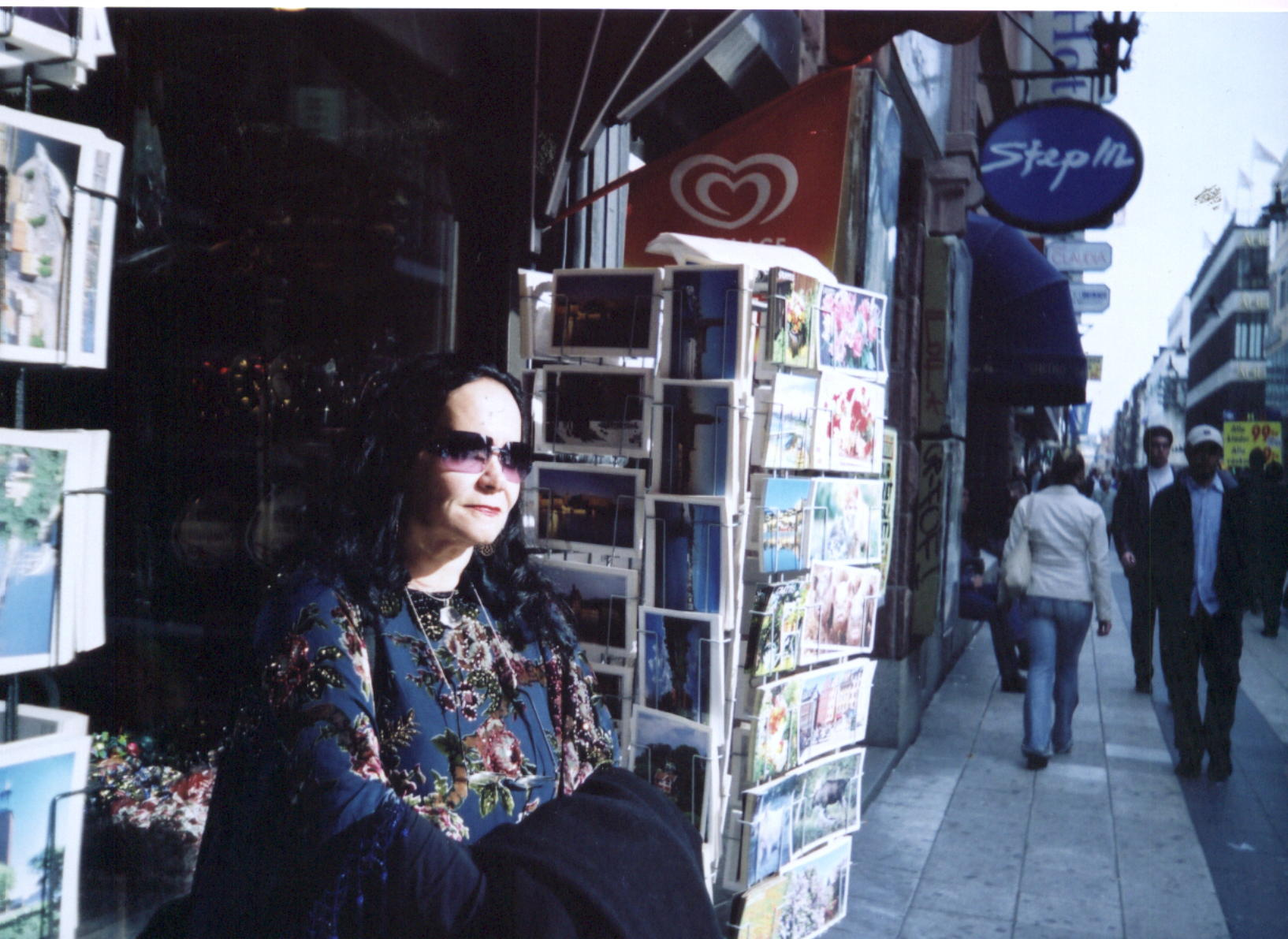
Lucila Nogueira em Estocolmo

- A Quarta Forma do delírio (2002 - 1ª. 2ª.ed.);
- Refletores (2002);
- Bastidores (2002);
- Desespero Blue (2003);
- Estocolmo (2004-2005 2ª.ed.);
- Mar Camoniano (2005);
- Saudade de Inês de Castro (2005);
- Poesia em Medellin (2006);
- Poesia em Caracas (2007);
- Poesia em Cuba (2007);
- Tabasco (2009);
- Casta Maladiva (2009);
- Mas Não Demores Tanto (2011);
- Poesia em Houston (2013);
- Imilce (ed.bilingue, 2014).